# Schlacht bei Saint-Cast
Europäischer Kriegsschauplatz:
Pirna* – Lobositz* – Prag* – Kolin* – Hastenbeck** – Groß-Jägersdorf* – Moys* – Hastenbeck* – Roßbach* – Breslau* – Leuthen* – Rheinberg** – Krefeld** – Domstadtl* – Olmütz* – Mehr** – Zorndorf* – Saint-Cast – Hochkirch* – Bergen** – Kay* – Minden** – Kunersdorf* – Lagos*** – Hoyerswerda* – Bucht von Quiberon*** – Maxen* – Koßdorf* – Landeshut* – Emsdorf** – Warburg** – Liegnitz* – Berlin* – Kloster Kampen** – Torgau* – Döbeln* – Vellinghausen** – Ölper** – Burkersdorf* – Reichenbach* – Freiberg*
(* Dritter Schlesischer Krieg, ** westlicher Kriegsschauplatz – Großbritannien/Kur-Hannover u. a. Alliierte gegen Frankreich, *** Seeschlacht)
Amerikanischer Kriegsschauplatz:
Siebenjähriger Krieg in Nordamerika und der Karibik
Monongahela – Lake George – Carillon – La Belle Famille – Québec – Beauport – Abraham-Ebene – Sainte-Foy – Restigouche – Tacky’s Rebellion – Belagerung von Havanna – Pontiac-Aufstand
Asiatischer Kriegsschauplatz:
Dritter Karnatischer Krieg
Kalkutta – Chandannagar – Plassey – Cuddalore – Negapatam – Condore – Madras – Masulipatam – Pondicherry I – Chinsurah – Wandiwash – Pondicherry II – Manila – Palaris-Aufstand
Die Schlacht bei Saint-Cast fand am 11. September 1758 statt und war eine der wenigen Schlachten des Siebenjährigen Krieges, die auf französischem Boden ausgetragen wurden. Eine amphibisch operierende britische Armee wurde nach einem Überfall auf die Küste der Bretagne während der Einschiffung bei Saint-Cast-le-Guildo durch französische Truppen unter dem Kommando von Emmanuel-Armand de Vignerot du Plessis de Richelieu, duc d’Aiguillon angegriffen und geschlagen.

## Vorgeschichte
Am 3. September 1758 sichtete die Korvette Renoncule vor der Küste der Bretagne einen großen britischen Flottenverband und alarmierte den Kommandanten der Stadt Saint-Malo. Posten am Cap Fréhel bestätigten die Sichtung der Briten kurz darauf mit Signalkanonen. Am 4. September 1758 landeten die britische Infanterie und 200 Dragoner bei Saint-Lunaire, ohne auf Widerstand zu stoßen. Am Folgetag versuchte Bligh mit seinen Truppen eine Annäherung an Saint-Malo von Süden, kehrte jedoch unverrichteter Dinge zurück, da ihm die Mittel fehlten, um den Fluss Rance zu überqueren. Am selben Tag erreichte eine Estafette den Duc d'Aiguillon. Aiguillon begann sofort damit Truppen zusammen zu ziehen, um so der Landung begegnen zu können. Am 6. September zwang ein Sturm die britische Flotte an einen geschützten Ankerplatz, die Mündung des Arguenon auszuweichen. Die britischen Landtruppen marschierten daher am 8. September 1758 getrennt von der Flotte von Saint-Lunaire zum Arguenon. Bei der Ankunft der Briten am Arguenon kam es zu ersten Kampfhandlungen. Bretonische Milizen gaben vereinzelt Musketenschüsse vom gegenüberliegenden Flussufer ab. Bligh verfügte anfangs über keine Informationen über die Stärke der Truppen am anderen Flussufer und entschied sich erst am 9. September, die Überquerung des Arguenon zu erzwingen. Am 11. September begann schließlich die Verladung des Materials (Pferde und Artillerie) und die Einschiffung der Landungstruppen. Am Strand blieb eine Nachhut unter dem Kommando Major-General Drurys zurück, die sich aus den Eliteregimentern und Grenadieren des Expeditionsheeres zusammen setzte. D'Aiguillon war es in der Zwischenzeit jedoch gelungen eine ausreichend große Armee zusammen zu ziehen, um einen Angriff auf die am Strand verbliebenen Truppen wagen zu können. Er formierte seine etwa 7000 Mann in drei großen Angriffskolonnen.

## Verlauf der Schlacht

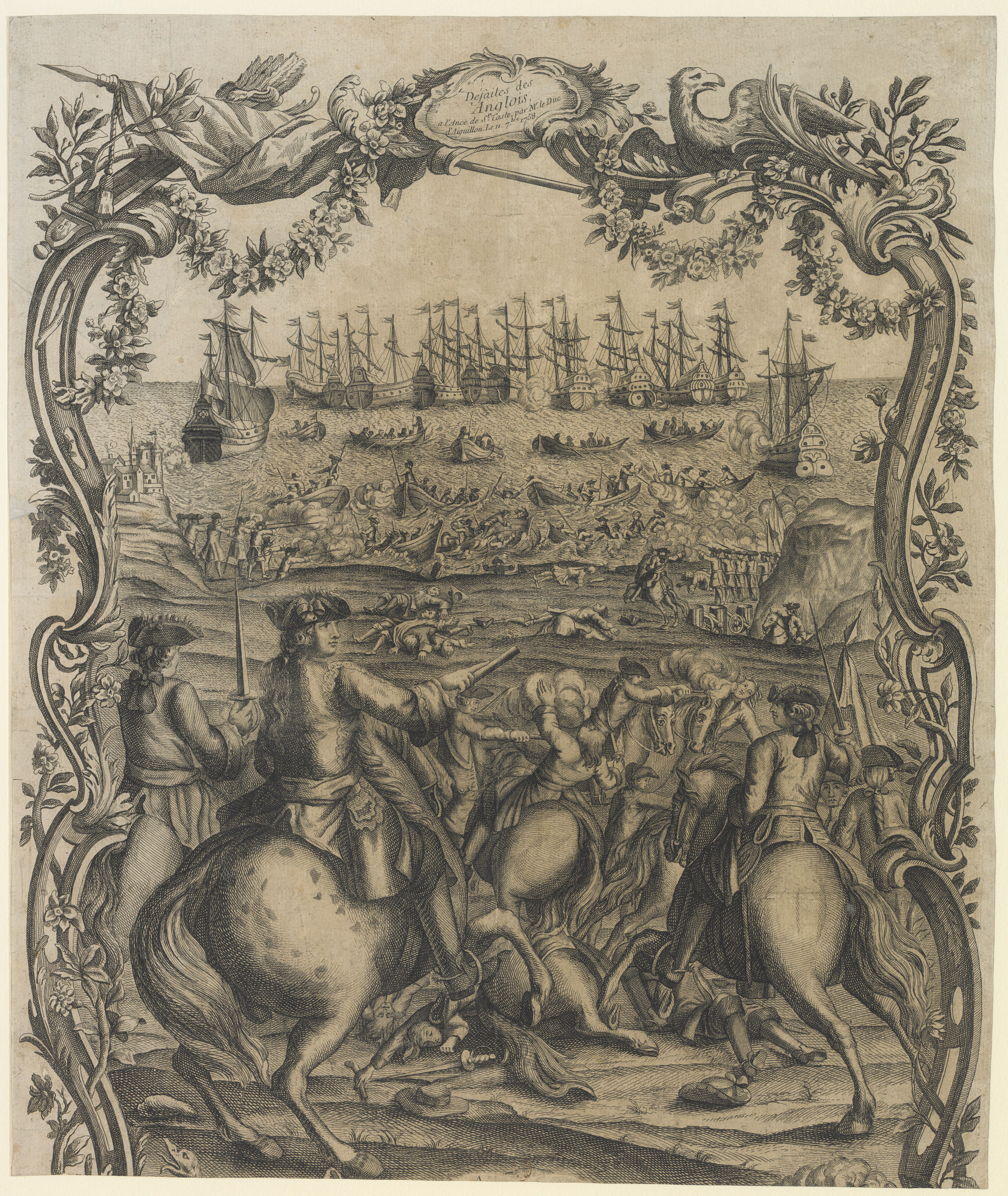
Die Schlacht von Saint-Cast, zeitgenössischer Kupferstich

Die Franzosen nahmen die Landungsboote mit Artillerie unter Beschuss. Ihre Kolonnen griffen die britische Nachhut an. Die Einschiffung der britischen Truppen entwickelte sich daraufhin chaotisch. Ein Soldat des 68th Regiment of Foot berichtet in seinen Memoiren, dass alle Ordnung verloren ging und jeder nur noch versuchte, das nächstgelegene Schiff zu erreichen und so sein Leben zu retten. Rein rechnerisch war die französische Artillerie mit 10 Kanonen und 8 Mörsern den Briten zahlenmäßig unterlegen. Die britische Artillerie war jedoch bereits verladen worden und die Schiffskanonen konnten mit Ausnahme einiger Mörserschiffe den Truppen am Strand nur bedingt Artillerieunterstützung geben. Die britische Nachhut hielt die Angriffskolonnen anfangs mit zielgerichteten Salven zurück, wurde dann allerdings überrannt. Viele britische Soldaten ertranken bei dem Versuch, in Panik zu einem rettenden Schiff zu schwimmen.

## Folgen

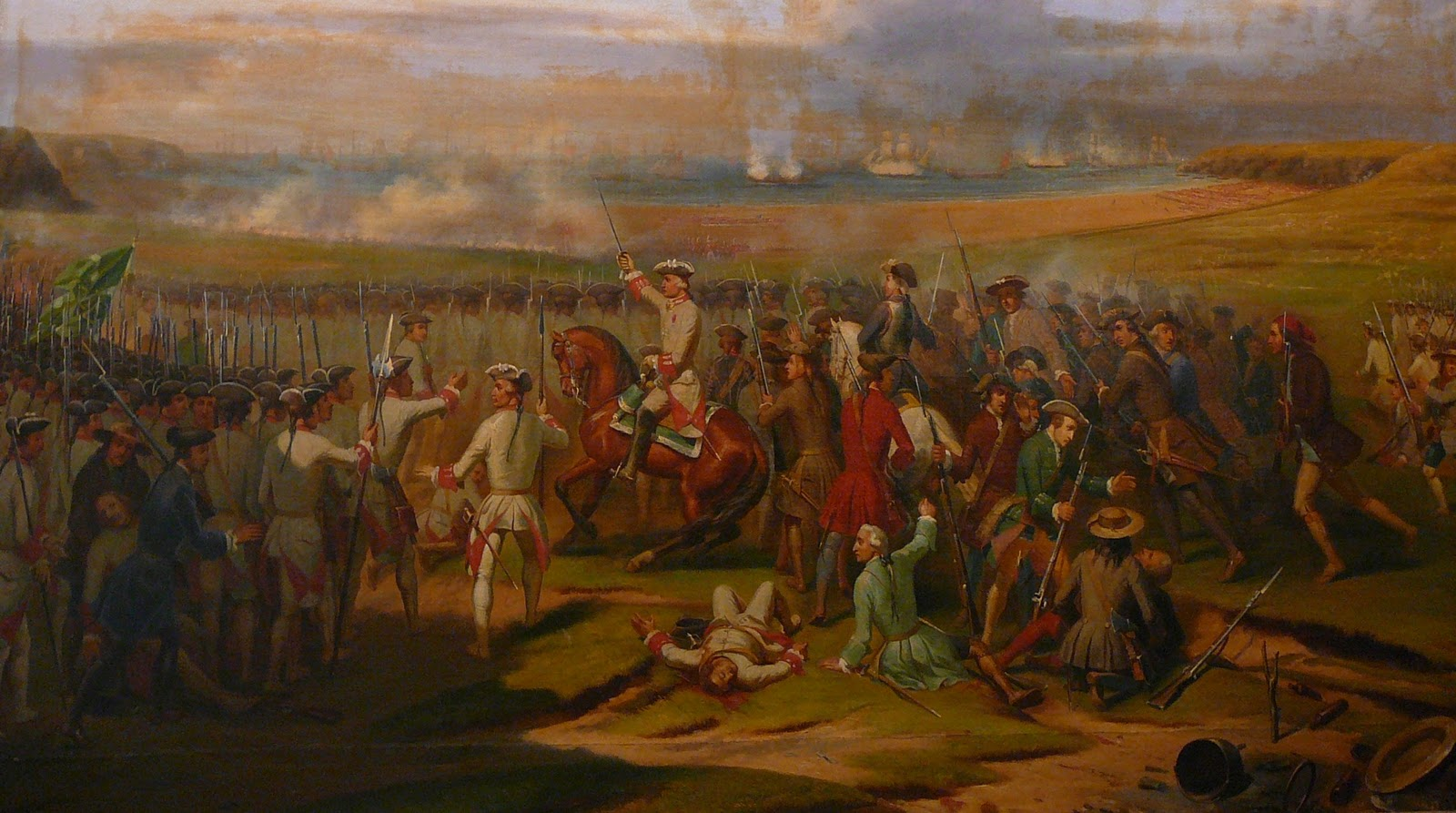
Artus Despagne: Die Schlacht von Saint-Cast 1758, Öl auf Leinwand, ca. 1850.

Etwa 600 französische Soldaten wurden nach der Schlacht zur Bestattung der Toten abkommandiert. Die französischen Toten wurden auf dem Friedhof von Saint-Cast in geweihter Erde bestattet, wohingegen man die Engländer als Protestanten lediglich in den Dünen verscharrte. Die britische Flotte hielt sich nach der katastrophalen Einschiffung der Landtruppen noch bis zum 14. September 1758 vor der Küste von Saint-Cast auf. In der Unfähigkeit der französischen Marine, dies zu verhindern, zeigte sich eine große Schwäche der Küstenverteidigung des Königreichs Frankreich.
Als Folge des Fiaskos von Saint-Cast konzentrierte sich Großbritannien in Europa verstärkt auf den Landkrieg in Nordwestdeutschland. Weitere Landungsversuche auf dem französischen Festland wurden nicht unternommen. Infolge der Niederlage erscheinen zahlreiche Pamphlete, welche die Überfälle auf die französische Küste als teuer und ineffektiv kritisierten:
What happen'd more I cannot say, let Tears proclaim the rest,/

And Heaven receive these Grenadiers that perish'd at St. Cass,/

Like Soldiers brave, they fought, they dy'd, and proved their Ancient Race,

May those be d[...am]n'd that brought them there, I'll say it to their Face.

To England what Disgrace, Disgrace, to England what Disgrace,

May those be d[...am]n'd that brought them there, Ill say it to their Face.
Expedition. an ODE, To the Tune of the British Grenadiers [...], London [1759?], Strophe XII.
Ludwig XV. befahl anlässlich des Sieges ein 'Te Deum' in Notre-Dame de Paris und äußerte seine Wertschätzung gegenüber dem Duc d'Aiguillon. Die Stände der Bretagne schlossen sich dieser Dankesbekundung an und fassten am 18. September 1758 in Saint-Brieuc den Entschluss, eine Bronzemedaille zum Gedenken an den Sieg von Saint-Cast prägen zu lassen.

## Rezeption
1858 wurde in Saint-Cast ein Denkmal in Erinnerung an den Sieg über England errichtet. 1956 schuf der Künstler Bernard Locca ein Gemälde der Schlacht, welches sich heute im Besitz der Gemeinde Saint-Cast befindet. 2008 wurde in Saint-Cast-le-Guildo an den 250. Jahrestag der Schlacht durch Vorträge und mehrere Publikationen erinnert.

## Ortsführer zur Schlacht von Saint-Cast
- Deux Balades au Coeur de l'Histoire de Saint-Cast Le Guildo, herausgegeben von der Mairie de Saint-Cast le Guildo (Section Patrimoine), [Saint-Cast-le-Guildo] 2008.